# 와레즈

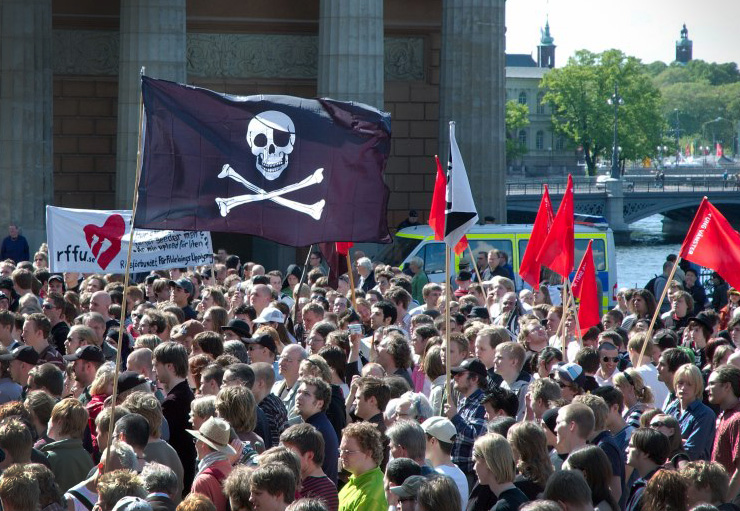

와레즈(영어: warez 웨어즈[*])는 컴퓨터 소프트웨어, 영화, 음악, 사진 등의 저작권이 있는 저작물을 불법적으로 취득, 양도, 교환하는 행위나 그러한 행위가 이루어지는 인터넷 상의 가상 공간을 의미하는 속어이다. 그 어원이 '어디에 있나?'라는 뜻의 영어 'Where it is?'라는 설과 컴퓨터 프로그램의 복수형을 뜻하는 영어 웨어즈(wares)라는 설이 있다. 같은 뜻의 한국어로 어둠의 경로 같은 은어도 쓰인다.
와레즈에서는 저작권을 가진 제작자에게 지불되는 대가 없이 저작물이 유통되기 때문에 소프트웨어 산업이나 게임 산업, 영화 산업 등에 악영향이 미친다. 또 음성적으로 운영되는 특성상 와레즈는 악성코드 유포의 주요 거점으로 활용되거나 나아가 분산 서비스 거부 공격(DDoS, 디도스)의 매개가 되어 제삼자에게까지 피해를 일으킬 가능성이 있다. 이 때문에 한국을 포함한 많은 국가에서 와레즈를 단속하는 등의 방지 노력을 기울이고 있다.

## 인터넷 강의
와레즈에서는 인터넷 강의가 불법 유통되기도 한다. 대한민국에서는 이를 일컬을 때 '어둠의 경로로 얻은 인터넷 강의'를 뜻하는 둠강과, 반대말로 '정당한 대가를 지불하고 얻는 인터넷 강의'를 뜻하는 빛강 같은 은어가 쓰이기도 한다.

## 역사

### 대한민국
와레즈는 1980년대 본격적으로 시작되었으며 한국에서도 1990년대에 들어 많은 와레즈 사이트가 급속하게 생겨났다. 초기 와레즈 사이트들은 주로 웹 서버에 불법 자료를 업로드하여 다운로드를 제공하였는데, 이런 방식의 운영은 웹 서버 관리자의 삭제나 차단을 피해서 계속 다운로드 주소를 옮겨야 했기 때문에 많은 와레즈 사이트들이 곧 쇠퇴하였다. 그러나 P2P 프로그램 및 웹하드 서비스가 확산되자 이와 결탁한 새로운 방식의 와레즈 사이트가 생겨났다. 특히 웹하드 서비스를 이용한 와레즈의 경우 다운로드를 받는 이가 웹하드 서비스 업체에 일정 요금을 지불하는 경우가 많은데, 이를 두고 정품 저작물을 정당한 비용을 지불하고 구입하는 행위로 오해하는 경우가 있다. 일부 대한민국 와레즈 사이트들이 성인 사이트 광고도 포함하고 있었기 때문에 대한민국의 포털 사이트에서 "와레즈"를 검색할 경우 성인 검색어로 간주하고 있다.
대한민국의 와레즈 통계를 보면 2010년 방송통신심의위원회에서 심의한 음란정보 9744건 중 1263건이 웹하드, P2P에서 유통된 것으로 밝혀졌으며, 2011년 5월, 저작권보호센터에서 밝힌 대한민국 웹하드, P2P 서비스 업체는 총 239개에 이르고 있다.
스마트 장치로도 불법 콘텐츠의 사용이 늘고있는 것으로 밝혀졌는데, 한국저작권위원회가 2011년 12월 20일 실시한 조사에서 스마트폰·태블릿 이용자 1500명 중 21.6%가 불법복제 콘텐츠를 이용하는 것으로 조사됐다. 이는 5명 중 1명 꼴이다.

### 정부 대응
방송통신위원회는 2011년 5월 19일 ‘전기통신사업법 시행령’을 개정하였으며, 2011년 11월 21일부터 웹하드 사업자 등 특수한 유형의 부가통신서비스 예비 사업자에 대해 등록제를 시행하기 시작하였다.
이 등록제로 불법 저작물·청소년 유해정보 유통방지 및 정보보호를 위한 기술적 조치 실시계획, 불법·유해정보, 불법 저작물 유통모니터링을 위한 24시간 상시 모니터링 요원 배정, 자본금 3억원 이상 증명 서류, 사업계획서 및 이용자 보호계획서 등을 제출해야한다.

## 같이 보기
- P2P
- 통신체
- 속어
- 해적판 (부틀렉)